# Nikołaj Jermakow
Nikołaj Spiridonowicz Jermakow (ros. Николай Спиридонович Ермаков, ur. 7 stycznia 1927 w Dorogobużu, zm. 28 marca 1987) – radziecki działacz partyjny.

## Życiorys
Ukończył Syberyjski Instytut Metalurgiczny, pracował w przedsiębiorstwach węglowych w obwodu kemerowskiego, od 1961 członek KPZR. Od 1966 funkcjonariusz partyjny, w latach 1970-1985 I sekretarz Komitetu Miejskiego KPZR w Nowokuźniecku, II sekretarz Komitetu Obwodowego KPZR w Kemerowie, między 1984 a 1985 I zastępca kierownika Wydziału Przemysłu Ciężkiego i Energetyki KC KPZR. Od 12 kwietnia 1985 do 28 marca 1987 I sekretarz Komitetu Obwodowego KPZR w Kemerowie, w latach 1986-1987 członek KC KPZR. Deputowany do Rady Najwyższej ZSRR XI kadencji. Odznaczony Orderem Lenina.